# Piotr Agniaszwili
Piotr Siemionowicz Agniaszwili (ros. Пётр Семёнович Агниашвили, gruz. პეტრე სიმონის ძე აღნიაშვილი, ur. 1898 lub 1896, zm. 13 lipca 1937) – gruziński rewolucjonista i działacz komunistyczny, radziecki polityk.

## Życiorys
W 1916 wstąpił do SDPRR(b), od 1918 służył w Armii Czerwonej, w lutym 1919 kierował obroną Władykaukazu przed białymi, w 1921 był sekretarzem odpowiedzialnym Biura Organizacyjnego RKP(b) w Abchazji. Później dowodził Gruzińską Dywizją Strzelecką w składzie Kaukaskiej Armii Czerwonego Sztandaru, był zastępcą przewodniczącego GPU Gruzińskiej SRR, a od 1930 zastępcą kierownika Wydziału Agitacji i Kampanii Masowych KC Komunistycznej Partii (bolszewików) Gruzji. W październiku 1932 został członkiem Biura Zakaukaskiego Komitetu Krajowego WKP(b), później do 30 grudnia 1934 był II sekretarzem KC KP(b)G, a od 1 stycznia 1935 I zastępcą przewodniczącego Rady Komisarzy Ludowych ZFSRR. 14 grudnia 1936 został aresztowany, 13 lipca 1937 skazany na śmierć pod zarzutem udziału w terrorystycznej organizacji trockistowsko-zinowjewowskiej i kierowania szkodliwą działalnością w gospodarce narodowej Gruzińskiej SRR i tego samego dnia stracony. 28 lipca 1956 pośmiertnie go rehabilitowano.